# Maartje Keuning
Maartje Keuning (26 april 1998) is een Nederlandse waterpolospeler die in 2024 Olympisch brons heeft gewonnen. Eerder kwam Keuning uit voor ZV de Ham ZC, ZV de Zaan, Universiteit van Hawaï in Manoa, Club Natació Sant Andreu en CN Sabadell. Keuning won met CN Sabadell de Europese Super Cup in november 2023 en de Champions League in april 2024. 
Voor het Nederlands seniorenteam maakte ze haar debuut in november 2016 in een World League-wedstrijd tegen Griekenland. 
In 2019 volgde haar debuut in een groot internationaal toernooi toen ze werd geselecteerd voor het wereldkampioenschap in Zuid-Korea. In 2023 won ze met het Nederlandse team de gouden medaille tijdens het Wereldkampioenschap in Fukuoka. In januari 2024 won ze een gouden medaille op het Europeeskampioenschap in Eindhoven.

## Olympische spelen in Parijs 2024
Voor de Olympische spelen 2024 werd Keuning geselecteerd. Voor Keuning zijn het haar tweede Olympische spelen. De bronzen finale werd met 10-11 gewonnen van USA. 

## Erelijst
- 2023:  Wereldbeker in Long Beach (Verenigde Staten)
- 2023:  Wereldkampioenschap in Fukuoka (Japan)
- 2024:  Europees kampioenschap in Eindhoven (Nederland)
- 2024:  Olympische Spelen